# Nola Circus
Pour plus de détails, voir Fiche technique et Distribution.
Nola Circus (N.O.L.A Circus) est une comédie franco-américaine, sortie en 2016.

## Synopsis
Will, patron d’un Barber Shop, vit une liaison secrète avec la belle et sexy Nola. Denzel, son demi-frère ultra protecteur, sombre dans une jalousie compulsive. Giuseppe, le boss d’une pizzeria fait venir d'Italie, un tueur à gages. Karen, la dealeuse, pète les plombs… sans oublier Marvin, obsédé notoire ou encore, trois hommes du Ku Klux Klan… Un cocktail explosif qui va secouer la vie tranquille de ce quartier de la Nouvelle-Orléans !

## Fiche technique
- Titre original : N.O.L.A Circus
- Titre français : Nola Circus
- Réalisation : Luc Annest
- Scénario : Luc Annest
- Directeur de la photographie : Andy Strahorn
- Montage : Sarah Chartier
- Décors : Franck Zito
- Costumes : Sally Smith
- Musique : Polérik Rouvière
- Production :
- Producteurs : Boris Diaw, Michael Ciani, Louis Saha, Nicolas Batum, Luc Abalo, Ian Mahinmi, Maxime Mermoz, Johan Djourou, Bacary Sagna, Alexis Ajinca, Nando de Colo, Ronny Turiaf
- Producteurs exécutifs : Arnaud Bettan & Luc Annest
- Société de production : The Illicit Producers
- Société de distribution : Destiny Films
- Genre : comédie
- Langue originale : anglais
- Durée : 85 minutes
- Dates de sortie :
  -  États-Unis : 15 juillet 2016
  -  France : 28 septembre 2016

## Distribution
- Jessica Morali : Nola
- Martin Bradford (VF : Gérard Surugue) : Will
- Kamille McCuin : Karen
- Vas Blackwood : Marvin
- Reginal Varice : Denzel
- Ricky Wayne : Giuseppe
- Dave Davis (VF : Laurent Morteau) : Vinny
- Taryn Terrell (VF : Sylvie Ferrari) : Sabrina
- Corey Mendell Parker : Hathi
- Nicoye Banks : Kahn
- Lucius Boston : Woody
- Robert Catrini (VF : Vincent Violette) : Marcello
- Candice Michele Barley : Amanda
- Gianni Boromei (VF : Patrick Béthune) : Enzo

Doublage français
- Direction artistique : Zoé Bettan, Sylvie Ferrari
- Adaptation : Laetitia Benrejdal, Caroline Gere